# Yoshinobu Sugano
Yoshinobu Sugano –en japonés, 菅野良信, Sugano Yoshinobu– (1955) es un deportista japonés que compitió en ciclismo en la modalidad de pista. Ganó una medalla de bronce en el Campeonato Mundial de Ciclismo en Pista de 1978, en la prueba de velocidad individual.

## Medallero internacional
| Campeonato Mundial | Campeonato Mundial | Campeonato Mundial | Campeonato Mundial       |
| Año                | Lugar              | Medalla            | Competición              |
| ------------------ | ------------------ | ------------------ | ------------------------ |
| 1978               | Múnich (RFA)       | Medalla de bronce  | Velocidad individual (P) |